# Богословская улица
Богосло́вская у́лица — улица в Калининском районе Санкт-Петербурга. Проходит от проспекта Маршала Блюхера (по проекту) до Бестужеевской улицы. Далее будет продолжаться улицей Бутлерова.
Название Богословская было присвоено 23 ноября 2016 года. Оно связано с Богословским кладбищем, кроме того, в прошлом в этих краях уже была Богословская улица. Та Богословская улица проходила от Приозерской железнодорожной линии до кладбища; с 1914 года это была Иоанно-Богословская улица, с 1941 года — Почтовая, с 1940-х — Богословская, после 1977 года название утрачено.
В декабре 2018 года были введены в эксплуатацию первые дома, получившие адреса по Богословской улице; это дома 4 и 6 с корпусами, построенные группой «ЛСР».
В ноябре 2019 года был открыт первый, 600-метровый участок Богословской улицы от Бестужевской улицы на юг. Его проложила по своей территории группа «КВС», в 2020 году дорогу планируется передать администрации Калининского района.